# Tiriba-de-peito-cinza
Tiriba-de-peito-cinza ou cara-suja (nome científico: Pyrrhura griseipectus) é uma espécie de ave da família dos psitacídeos e que é endêmica do Brasil. Pode ser encontrada na Serra de Baturité e em Quixadá, no estado do Ceará, a distribuição original incluía ainda a Serra de Ibiapaba, no Ceará, e a Serra Negra, em Pernambuco.
O nome cara-suja foi selecionado como nome vernáculo técnico para a espécie pelo Comitê Brasileiro de Registros Ornitológicos (CBRO) em 2021.